# Mark Deiters
Mark Deiters (* 1970) ist ein deutscher Rechtswissenschaftler.

## Leben
Nach dem Studium (1990–1994) der Rechtswissenschaften in Bonn legte er 1994 das erste juristische Staatsexamen ab. Von 1994 bis 2000 war er wissenschaftlicher Mitarbeiter an der Heinrich-Heine-Universität Düsseldorf. Von 1997 bis 2000 absolvierte er das Referendariat. Nachdem er 1999 in Düsseldorf mit der Dissertation Strafzumessung bei mehrfach begründeter Strafbarkeit zum Dr. iur. promoviert wurde und nach dem zweiten juristischen Staatsexamen 2000 war er von 2000 bis 2006 wissenschaftlicher Assistent an der Heinrich-Heine-Universität Düsseldorf. Nach der Habilitation 2006 mit der Arbeit Legalitätsprinzip und Normgeltung ist er seit 2006 Inhaber des Lehrstuhls für Strafrecht, Strafprozessrecht und Wirtschaftsstrafrecht an der Universität Münster.
Seine Forschungsschwerpunkte sind Strafprozessrecht, Korruptionsstrafrecht und allgemeines Wirtschaftsstrafrecht.

## Schriften (Auswahl)
- Strafzumessung bei mehrfach begründeter Strafbarkeit. Studien zur Ratio der §§ 52–55 StGB. Baden-Baden 1999, ISBN 3-7890-6344-4.
- Legalitätsprinzip und Normgeltung. Tübingen 2006, ISBN 3-16-149079-7.
- §§ 242–302 StGB. Köln 2019, ISBN 978-3-452-28304-7.